# Каалстад, Нильс Йорген
Нильс Йорген «Jøgge» Каалстад (родился 23 января 1979 года) — норвежский актёр и музыкант, выступающий под сценическим псевдонимом Sideshow Jøgge. Он наиболее известен международной аудитории как Даг Солстад из «Лиллехаммера» и Арвид из «Северян», оба показаны на Netflix.

## Карьера
Нильс Йорген Каалстад был ребёнком-актёром в Детском театре Берума с 1985 по 1997 год. В то же время он появлялся в различных короткометражных фильмах, а также играл роли Олафа в пьесе Генрика Ибсена «Столпы общества» и Антона в пьесе «Det Lykkelige Valg» в Национальном театре в 1992 и 1993 годах соответственно.
Весной 2007 года он окончил Норвежскую национальную театральную академию. С января 2009 года он работает постоянным актером в Национальном театре.
С 2012 по 2014 год Каалстад играл постоянную роль в сериале Netflix «Лиллехаммер» о бывшем нью-йоркском гангстере, пытающемся начать новую жизнь в Лиллехаммере, Норвегия. В 2016 году он получил главную роль в комедийном сериале Netflix «Северяне», пародии на жизнь и обычаи викингов. Он сохранял эту роль на протяжении трех сезонов сериала, до марта 2020 года.
В 2019 году Каалстад получил премию Hedda Award в категории «Лучший актер мужского пола» за роль в пьесе «Uten navn — Å miste sine nærmeste» Маттиса Германа Нюквиста и Фредрика Хойера.

## Музыка
Kaalstad выступает как электронный музыкант под сценическим именем Sideshow Jøgge, часто с соавтором Olav Brekke Mathisen. Они сделали ряд музыкальных клипов для других артистов, таких как Snuten и King Midas, а также рекламных роликов, в том числе для Quart Festival 2005. Дуэт выпустил альбом N*A*O*M*B (Nugatti All Ova Me Butty) в 2003 году.

## Личная жизнь
В 2018 году Каалстад женился на актрисе Мариан Саастад Оттесен, которая также снимается в фильмах «Лиллехаммер» и «Скандинавы».

## Фильмография
2006 — Сыновья (Ларс)
2008 — Падшие ангелы (Гарри Клёве)
2008 — Толстяк (Рино)
2011 — Охотники за головами (Стиг)
2021 — Три орешка для Золушки (частный репетитор)

## Телевидение
2012 — Спираль	(Мортен Келсо, 5 серий)
2012-14 — Лиллехаммер (Даг Солстад, 12 серий)
2014 — Пересечение линий (Антти Фенгерер, 1 эпизод)
2016-20 — Северяне (Арвид, 18 серий)
2019 — Доиностранцы	(Секстон, 2 эпизода)